# کپور گلی پولک‌ریز
کپور گلی پولک‌ریز (نام علمی: Cirrhinus microlepis) نام یک گونه از تیره کپورماهیان است.